# Johann Friedrich Trentepohl
Johann Friedrich Trentepohl (* 17. Februar 1748 in Oldenburg (Oldb); † 16. März 1806 in Oldenbrok) war ein deutscher lutherischer Geistlicher und Botaniker.
Sein botanisches Autorenkürzel lautet „Trentep.“

## Leben
Trentepohl wurde als Sohn des Schreibers und späteren Kammerassessors Wilhelm Trentepohl († 1757) und dessen Ehefrau Charlotte Sophia geb. Brincmann in Oldenburg geboren und besuchte die dortige Lateinschule. Nach dem Studium der Evangelischen Theologie von 1766 bis 1769 an der Universität Leipzig arbeitete Trentepohl in Dötlingen und Rodenkirchen als Hauslehrer. In Dötlingen war er bei dem dortigen Pastor Gottfried Wilhelm Roth, dem Vater des Botanikers Albrecht Wilhelm Roth, angestellt. 1777 war er zugleich als Frühprediger in Oldenburg tätig. 1781 wurde er Pastor in Eckwarden und wechselte im November 1789 auf die Pfarrstelle in Oldenbrok.
Für Trentepohls Entwicklung auf dem Gebiet der Botanik war seine Tätigkeit bei dem Pastor Roth entscheidend, da dieser ihm sowie auch seinem eigenen Sohn erstes Interesse und Anleitungen zur Botanik vermitteln konnte. Trentepohl bildete sich auf diesem Gebiet neben seiner pfarramtlichen Tätigkeit ständig weiter und unternahm, besonders im Sommer, Wanderungen im Oldenburger Land, um die heimische Flora zu erforschen. Angeregt durch Albrecht Roth widmete er sich der Erforschung der Küsten- und Algenflora seiner Heimat. 
Seine Forschungsergebnisse der oldenburgischen Flora schrieb er in mehreren in Latein verfassten Manuskripten nieder, die in den Besitz der herzoglichen Sammlung übergingen. Außerdem stattete er zwei Herbarien aus.

## Familie
Trentepohl war zweimal verheiratet, zunächst mit Helene Margarethe geb. Bendes († 1793) und später mit Philippine Charlotte Johanne geb. Köhnemann († 1806). Er hatte aus diesen Verbindungen insgesamt fünf Kinder, von denen der Sohn Henning Rat am Oberappellationsgericht Oldenburg wurde.

## Ehrungen
Eine gesamte Ordnung der Grünalgen trägt mit der Bezeichnung Trentepohliales seinen Namen und auch die einzige Familie dieser Ordnung Trentepohliaceae sowie die einzelne Gattung Trentepohlia Mart. sind nach ihm benannt.

## Werke
- Oldenburgische Flora zum Gebrauch für Schulen und beim Selbstunterricht. Bearbeitet von Karl Hagena, 1839[3]
- Karl Hagena, Johann Friedrich Trentepohl: Phanerogamen-Flora des Herzogthums Oldenburg. Auf Grundlage von Trentepohl’s Flora unter dem Beistande anderer Botaniker. C. Ed. Müller, Bremen 1869